# بخش برق در اسرائیل

تولید برق اسرائیل بر اساس منبع

از زمان تأسیس اسرائیل تا اواسط دهه ۲۰۱۰، شرکت دولتی برق اسرائیل (IEC) به‌طور انحصاری بر تولید برق آن مؤثر بود. این شرکت در سال ۲۰۱۰، معادل ۵۲۰۳۷ گیگاوات ساعت برق فروخت.
این کشور تا اواسط دهه ۲۰۱۰، پیوسته با ذخایر کم عملیاتی مواجه بود که دلیل عمده آن این است که اسرائیل به صورت یک «جزیره برق» است. اکثر کشورها این امکان را دارند که در صورت کمبود برق، به نیروی برقی که از تولیدکنندگان کشورهای همسایه گرفته می‌شود، تکیه کنند. با این حال، شبکه برق اسرائیل به شبکه برق کشورهای همسایه متصل نیست. این موضوع به دلایل سیاسی و همچنین به دلیل ماهیت توسعه‌یافتگی کم سیستم‌های قدرت در کشورهای اردن و مصر است که سیستم‌های آن‌ها پیوسته در تلاش برای برآوردن تقاضای داخلی خود هستند و سرانه تولید برق آن‌ها کمتر از یک پنجم اسرائیل است.
با این وجود، در حالی که ذخایر عملیاتی در اسرائیل کم بود، این کشور ظرفیت تولید و انتقال کافی برای رفع نیازهای برق داخلی داشت و از نظر تاریخی برخلاف کشورهای اطراف، خاموشی‌ها حتی در دوره‌های تقاضای شدید، بسیار نادر بوده‌است.
با توجه به افزایش تقاضای برق و نگرانی از وضعیت ذخیره کم آن، دولت اسرائیل اقداماتی را برای افزایش عرضه و ذخیره عملیاتی برق و همچنین کاهش انحصار از شرکت برق اسرائیل و افزایش رقابت در بازار برق، در نیمه دوم دهه ۲۰۰۰ آغاز کرد.
بر این اساس شرکت برق مأموریت یافت تا چندین نیروگاه جدید بسازد و بخش سرمایه‌گذاری خصوصی برای حضور در بخش تولید تشویق شد.
تا سال ۲۰۱۵، سهم شرکت برق از کل ظرفیت تولید برق نصب شده به حدود ۷۵ درصد کاهش یافت و این شرکت در آن زمان دارای ظرفیت تولید نصب شده حدود ۱۳٫۶ گیگاوات بود.
از سال ۲۰۱۰، تولیدکنندگان مستقل برق، سه نیروگاه سیکل ترکیبی گازسوز جدید با ظرفیت کل تولید حدود ۲٫۲ گیگاوات احداث کرده‌اند. هم چنین شرکت‌های صنعتی مختلف، تأسیسات تولید همزمان با مجموع خروجی برق حدود ۱ گیگاوات برای فروش برق مازاد به شبکه سراسری با نرخ رقابتی ساخته‌اند. همچنین یک نیروگاه تلمبه ذخیره ای ۳۰۰ مگاواتی، با دو نیروگاه در دست برنامه‌ریزی دیگر، به همراه چندین نیروگاه خورشیدی نیز در دست ساخت است.
علاوه بر موارد فوق، اسرائیل و قبرس در حال بررسی اجرای یک پروژه پیشنهادی به عنوان اتصال اورآسیا (EuroAsia Interconnector) هستند. این پروژه شامل نصب کابل برق زیردریایی ۲۰۰۰ مگاواتی به صورت برق مستقیم ولتاژ بالا(HVDC) بین اسرائیل، قبرس و یونان است که به این ترتیب اسرائیل را به شبکه بزرگ برق اروپا متصل می‌کند. در صورت انجام این پروژه، امکان افزایش بیشتر ذخایر عملیاتی و همچنین فروش برق مازاد به خارج را فراهم می‌کند.
در سال ۲۰۱۶، کل تولید برق اسرائیل معادل ۶۷٫۲ گیگاوات ساعت بود که ۵۵٫۲ درصد آن با استفاده از گاز طبیعی و ۴۳٫۸ درصد با استفاده از زغال‌سنگ تولید شد که اولین سالی بود که سهم تولید برق با استفاده از گاز طبیعی از سهم تولید شده با استفاده از زغال‌سنگ بیشتر شد.
|                                   | زغال سنگ | نفت سیاه | گاز طبیعی | دیزل  |
| --------------------------------- | -------- | -------- | --------- | ----- |
| ظرفیت نصب شده بر اساس نوع نیروگاه | ۳۹٫۷٪    | ۳٫۴٪     | ۳۹٫۸٪     | ۱۸٫۹٪ |
| کل تولید سالانه بر اساس سوخت      | ۶۱٫۰٪    | ۰٫۹٪     | ۳۶٫۶٪     | ۱٫۵٪  |

در سال ۲۰۱۵ مصرف انرژی در اسرائیل ۵۲٫۸۶ تراوات ساعت یا سرانه ۶۵۶۲ کیلووات ساعت بود. شرکت برق اسرائیل که دولتی است، بیشترین سهم تولید برق را دارد و ظرفیت تولید آن ۱۱۹۰۰ مگاوات در سال ۲۰۱۶ بوده‌است. در سال ۲۰۱۶، سهم شرکت برق از تولید در بازار برق، ۷۱ درصد بود.

### انرژی تجدید پذیر

روند تولید انرژی در اسرائیل از منابع تجدید پذیر